# ГЕС Кемано
ГЕС Кемано — гідроелектростанція на південному заході Канади у провінції Британська Колумбія. Використовує деривацію ресурсу із річки Нечако, великої правої притоки Фрейзер (впадає до протоки Джорджія у Ванкувері).
У межах проекту Нечако перекрили кам'яно-накидною греблею Кінней висотою 95 та довжиною 450 метрів. Створений цією спорудою підпір утворив грандіозне водосховище, що витягнулось на кілька сотень кілометрів по долинах річок із верхньої частини сточища Нечако. За чотири десятки кілометрів вище від греблі сховище розгалужується на дві основні частини — південну, котра включає колишні озера Татлкуз, Тетачук, Еутсук та має довжину понад сто двадцять кілометрів, і північну, що охопила озера Оотса і Tahtsa та простягнулась на 190 кілометрів (не рахуючи затоки в долині озера Whitesail, котра налічує ще 60 кілометрів). При цьому сама гребля Кінней не має водозливних споруд, а скидання із водосховища Нечако надлишкової води організовано за 75 км на захід від неї, з північної гілки резервуару. Остання затопила водорозділ зі сточищем річки Чеслатта (невелика ліва притока Нечако) та при цьому включила у себе озеро Скінс. На виході з останнього облаштовано допоміжну греблю, через яку вода й скидається з резервуару до Чеслатти, котра досягає річки Нечако нижче за греблю Кінней. Водосховище Нечако має площу поверхні 910 км2 та об'єм у 22 млрд м3, з яких 7,1 млрд м3 відноситься до корисного об'єму.
Завершуюче північну гілку сховища озеро Tahtsa підходить дуже близько до водорозділу, що відділяє сточище Нечако від розташованої західніше долини річки Кемано. В межах створеної дериваційної схеми ресурс перекидається сюди за допомогою тунелю довжиною 16 км з діаметром 7,6 метра, що дозволяє створити великий напір — 792 метри. На завершальному етапі тунель переходить у прокладені в середині гори два напірні водоводи довжиною по 1,35 км з діаметром по 3,35 метра.
Споруджений у підземному виконанні машинний зал розташований на глибині понад 400 метрів та має розміри 213х26 метрів при висоті 41 метр. Доступ сюди персоналу та доставка обладнання здійснюється по тунелю довжиною 0,3 км з перетином 26х30 метрів. Основне обладнання станції становлять вісім турбін типу Пелтон потужністю по 112 МВт.
Відпрацьована вода після виходу з-під гірського масиву прямує по каналу довжиною 1 км до річки Кемано. Можливо відзначити, що остання впадає у фіорд Гарднер-Канал (південно-східне відгалуження фіорду Дуглас-Ченнел, котрий прямує від протоки Гекате) за шістсот кілометрів на північний захід від устя Фрейзер, куди вода з Нечако надходила природним шляхом.
Видача продукції відбувається по ЛЕП, розрахованій на роботу під напругою 300 кВ. При цьому цільовим споживачем проекту, котрий і викликав спорудження ГЕС, є алюмінієвий комбінат у Кітіматі (обидва об'єкти належать концерну Rio Tinto Alcan).
В 1988 році почали будівництво другої черги станції, котра повинна була мати потужність у 540 МВт. Втім, вже у 1991-му цей проект скасували. А коли в 2010-х стан існуючого дериваційного тунелю став викликати серйозне занепокоєння (ймовірність його обрушення до 2021 року оцінювалась від 20 до 50 %), вирішили завершити тунель скасованого проекту, котрий мав ступінь готовності біля 50 %.